# 大连神明高等女学校
大连神明高等女学校是一所曾位于关东州大连市（今中华人民共和国辽宁省大连市）的旧制高等女学校。

## 历史
1914年，根据日本关东都督府高等女学校官制，设立官立大连高等女学校，并承接了其前身“私立大连高等女学院”的三、四年级学生84人，学制为5年。校址位于儿玉町（今西岗区团结街）。1917年5月迁入位于神明町的新校址（今中山区解放街10号，1998年之前为中共大连市委北院办公楼），并于次年开始招收一、二年级学生。
1928年3月24日，改名为大连神明高等女学校。1942年，在校学生为1142人。1945年日本战败投降后停办。